# Odontopodisma montana
Odontopodisma montana är en insektsart som beskrevs av Kis 1962. Odontopodisma montana ingår i släktet Odontopodisma och familjen gräshoppor. Inga underarter finns listade i Catalogue of Life.
Denna gräshoppa förekommer i södra Rumänien och i Bulgarien. Kanske når den även östra Serbien och norra Turkiet. Arten når i Karpaterna 2000 meter över havet. Odontopodisma montana hittas vanligen vid skogarnas kanter och på skogsgläntor. Den besöker gärna buskar av hallonsläktet (Rubus), av släktet avenbokar (Carpinus) och av eksläktet. Arten besöker även myr med växter av odonsläktet.
Trädfällningar och intensivt bruk av betesmarkerna hotar beståndet. Odontopodisma montana har flera från varandra skilda populationer. IUCN kategoriserar arten globalt som sårbar.